# Jadéite
La jadéite est une espèce minérale de la famille des silicates, classe des inosilicates, groupe des pyroxènes, sous groupe des clinopyroxènes, dont la composition chimique idéale est NaAlSi2O6.
C'est le plus rare des deux minéraux recouvrant l'appellation jade, l'autre étant la néphrite.

## Historique

### Utilisation durant la Préhistoire
La jadéite est exploitée dans les Alpes dès le début du Néolithique au VIe millénaire av. J.-C., avant de connaître une augmentation de son extraction au Ve millénaire av. J.-C.. Durant trois millénaires, elle sert à fabriquer de longues lames de hache dont l'usage est sans doute cérémoniel étant donné leur manque d'ergonomie et l'investissement dans ces biens socialement valorisés (le succès de leur diffusion dépendant de quatre critères : longueur de la lame, aspect esthétique du matériau une fois poli, couleur de la roche et l'intensité du polissage). La pierre est débitée par percussion puis finement polie. On retrouve de telles lames sur toute l'Europe de l'Ouest, des Pyrénées à l'Écosse, l'Irlande, et le Danemark mais pas en Europe Centrale (à l'exception de la Thuringe), qui ne fait pas partie de la culture archéologique des mégalithes. Le programme de recherche ethno-archéologique initié par Pierre Pétrequin  (Maison des Sciences de l'Homme —Besançon —  MSH) à partir de 2012 jusqu'à 2022 (programme JADE) a débouché sur une série de publications qui explicite les méthodologies et les problématiques de recherches, pour démontrer d'abord la présence de carrières d'exploitation néolithiques de la jadéite sur les flancs du mont Viso près de Turin et du mont Beigua près de Gênes, ensuite la pertinence de ces localisations par l'analyse spectroradiométrique des échantillons et un ensemble d'interprétations de la circulation de grandes haches polies en jadéite dans leur contexte politico-religieux au sein des sociétés néolithiques inégalitaires,,.

### Première description et étymologie
Alexis Damour décrit et nomme la jadéite en 1863 après avoir observé une variété de jade dont la composition différait radicalement de celle d'une autre variété qu'il avait étudiée en 1846 (i.e. néphrite) et identifiée comme appartenant à la famille des trémolites.
Les noms jade, jadéite et néphrite ont la même origine : lapis nephriticus est l'équivalent latin de l'espagnol piedra de ijada, c'est-à-dire pierre du flanc, en référence à son utilisation par les peuples mésoaméricains pour guérir divers maux internes, dont les problèmes néphrétiques.

## Caractéristiques physico-chimiques

### Critères de détermination
- Le minéral fond facilement en donnant un verre blanc bulleux, et colore la flamme en jaune (Na).

- La jadéite ne cristallise que rarement en petits cristaux prismatiques bien formés. Elle se trouve le plus souvent sous forme d'agrégats finement ou micro grenus, ou en masses cryptocristalline compactes avec une structure parfois fibreuse.

- C'est un minéral dense (3,24 à 3,43) et dur (6 à 7 sur l'échelle de Mohs). Il est très tenace, surtout dans sa forme compacte. La cassure est irrégulière et esquilleuse. Le clivage est bon en {110}.

La jadéite est allochromatique : pure, elle est théoriquement transparente, incolore. Dans les faits elle est translucide, blanche ou gris pâle coloré, en raison des impuretés et de défauts dans le réseau cristallin. La jadéite d'une grande pureté est rare. Généralement elle est presque opaque et colorée par certains métaux de transition présents sous forme de traces : fer principalement, titane, chrome, manganèse... La couleur la plus fréquente est le vert, du plus clair au plus sombre. Plus rarement, d'autres teintes sont possibles : vert-bleu, bleu, rose-violet, pourpre, brun-orange... Son éclat est vitreux ou subvitreux, légèrement nacré lorsque la structure est fibreuse, perlé sur le clivage, gras sur les faces polies. Sa trace est blanche.

### Cristallochimie
Sa structure est un assemblage de chaînes simples infinies dont le motif est une combinaison de deux groupements tétraédriques [SiO4]4−. Chaque tétraèdre partage deux atomes d'oxygène avec ses voisins, le rapport Si/O est de 1/3. Chaque complexe [(SiO3)2]4− est associé à un gros cation, Na+, et un cation moyen, Al3+. La jadéite pure, NaAlSi2O6, est rare. On observe généralement une faible substitution de Al3+ par Fe3+. Sa formule cristallochimique peut s'écrire Na(Al,Fe3+)(SiO3)2 ou simplement Na(Al,Fe)Si2O6. On peut également trouver des traces de  Cr, Ti, Mn, Mg, Ca, K, H2O. Ce sont les cations dérivés de certains métaux de transition (Fe2+ et Fe3+, Cr3+, Ti3+, Mn2+...) présents en faible quantité qui sont responsables des colorations allochromatiques de la jadéite.
La jadéite peut former des solutions solides avec d'autres clinopyroxènes. C'est le pôle sodique des séries formées avec le diopside et l'augite, pôles ferromagnésiens et calciques. Les compositions intermédiaires sont les omphacites. Elle forme également des solutions avec d'autres clinopyroxènes sodiques comme l'aegirine (NaFeSi2O6) ou le kosmochlor (NaCrSi2O6).

### Cristallographie
La structure de la jadéite, semblable à celle du diopside, caractéristique des pyroxènes, est connue depuis les travaux de Prewitt et Burnham en 1966.
Elle appartient à la famille cristalline monoclinique, à la classe cristalline prismatique (holoédrie) 2/m et au groupe d'espace C2/c. Des chaînes de motif [(SiO3)2] parallèles à l'axe c sont reliées par des couches de Na et Al coordonnées avec O. Na est octocoordonné dans des sites polyédriques irréguliers proches d'un cube et Al est hexacoordonné dans des sites octaédriques.
Paramètres de la maille : 
a = 9,418 Å , b = 8,562 Å, c = 5,219 Å, ß = 107,58°, Z = 4.

Distances cation-oxygène moyennes : Si-O = 1,623 Å, Al-O = 1,928 Å, Na-O = 2,469 Å.
Les cristaux, prismatiques et allongés, sont rares. La jadéite est généralement cryptocristalline.

## Gîtes et gisements
- Myanmar (anciennement Birmanie)
- Guatemala

### Gîtologie et minéraux associés
Gîtologie
- C’est un minéral typique d'un métamorphisme de haute pression et basse température.

## Galerie

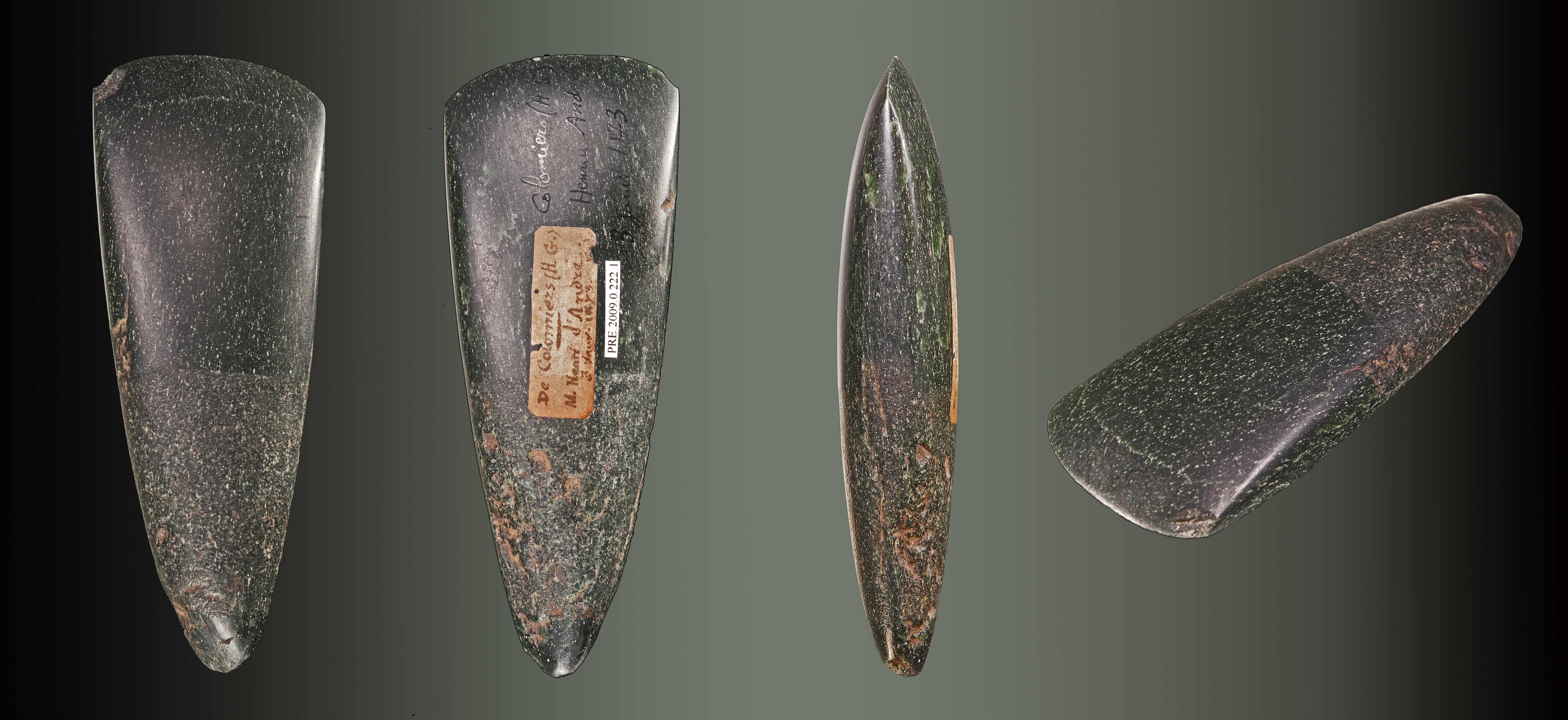
Hache néolithique polie de Colomiers en jadéite des Alpes - Muséum de Toulouse
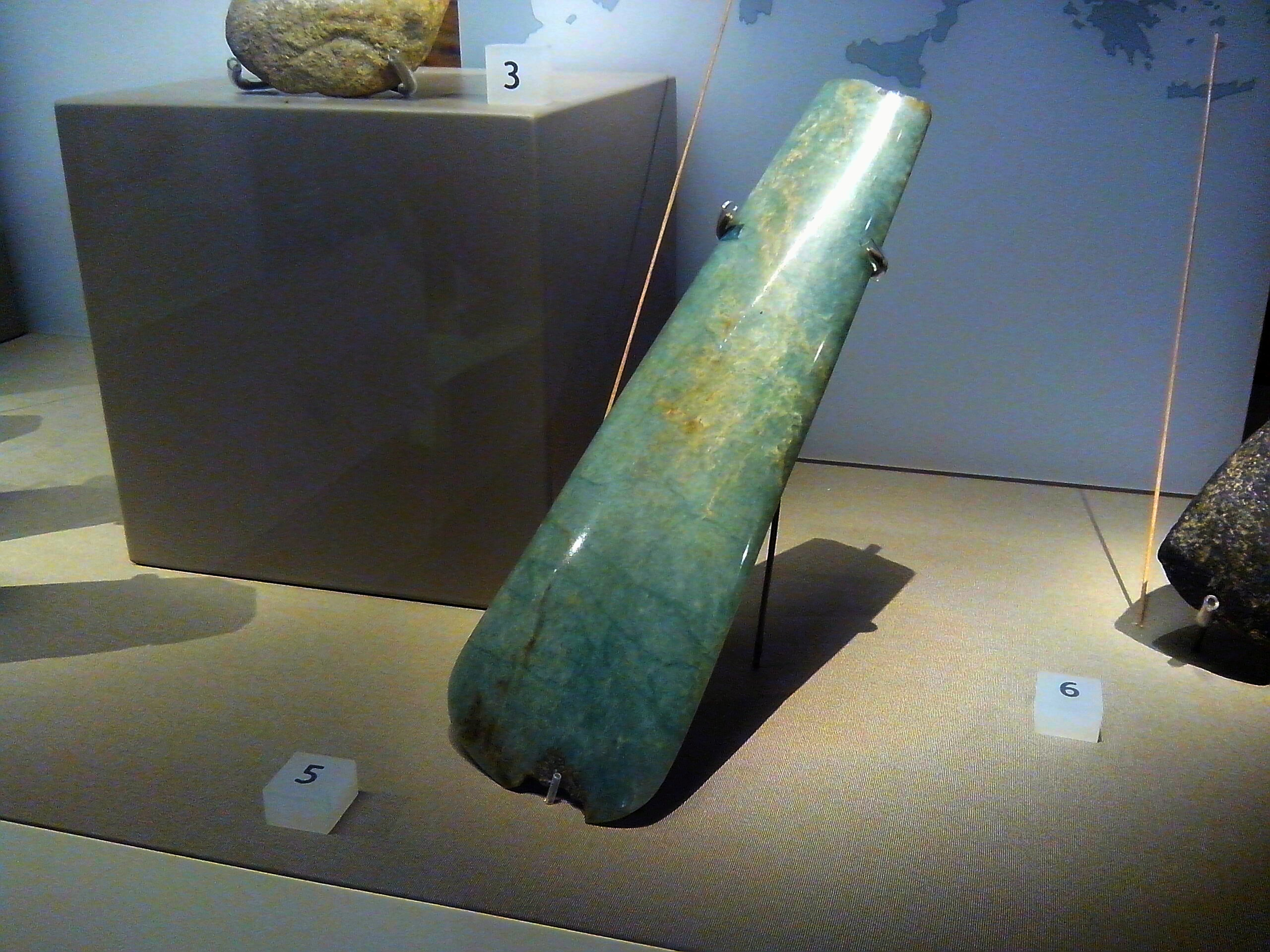
Hache polie de Breamore, Hampshire, en jadéite des Alpes - Wiltshire Museum, Devizes - 3900-3800 av. J.-C.
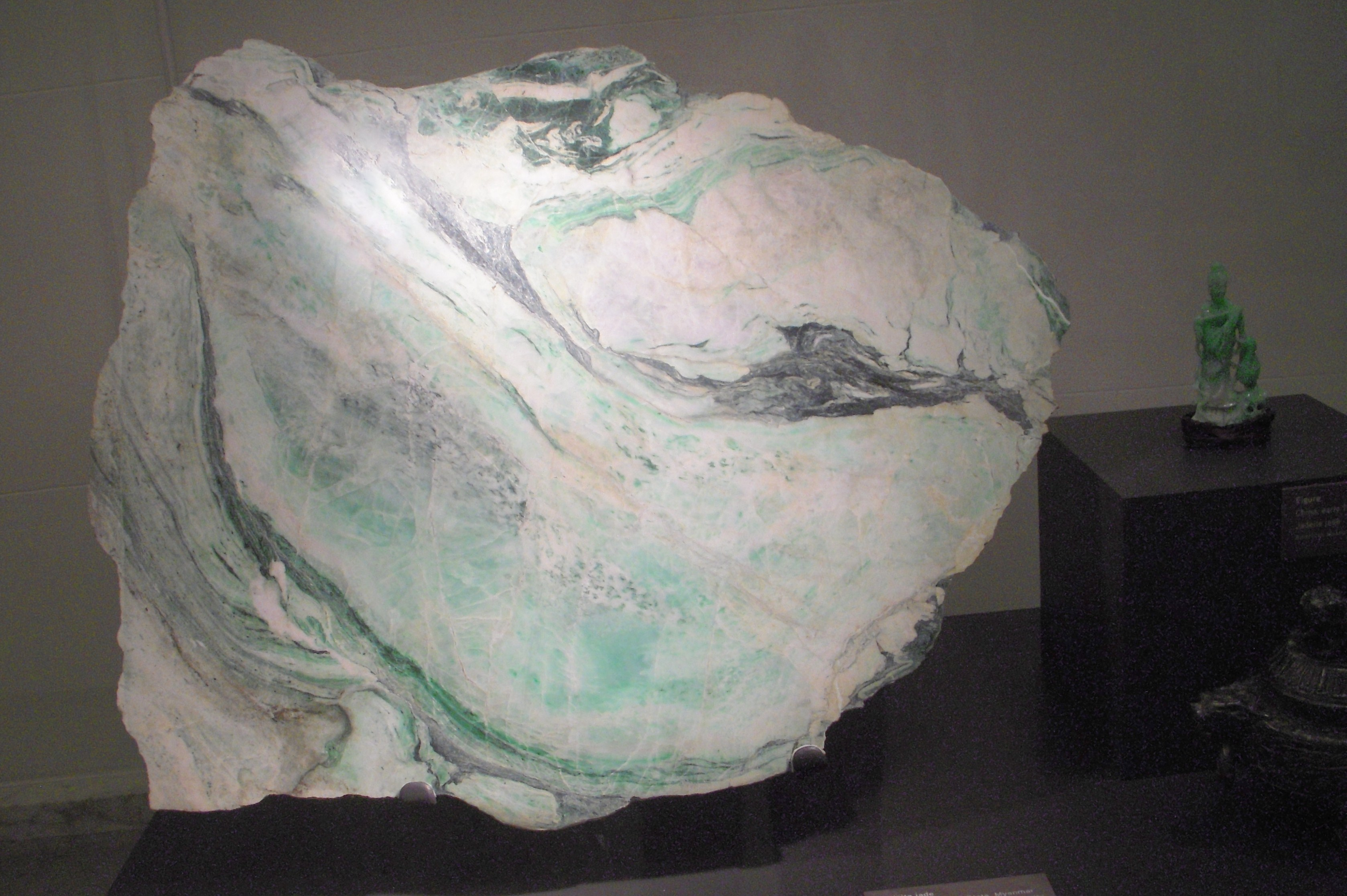
Bloc non transformé de jadéite et statuette en jadéite polie
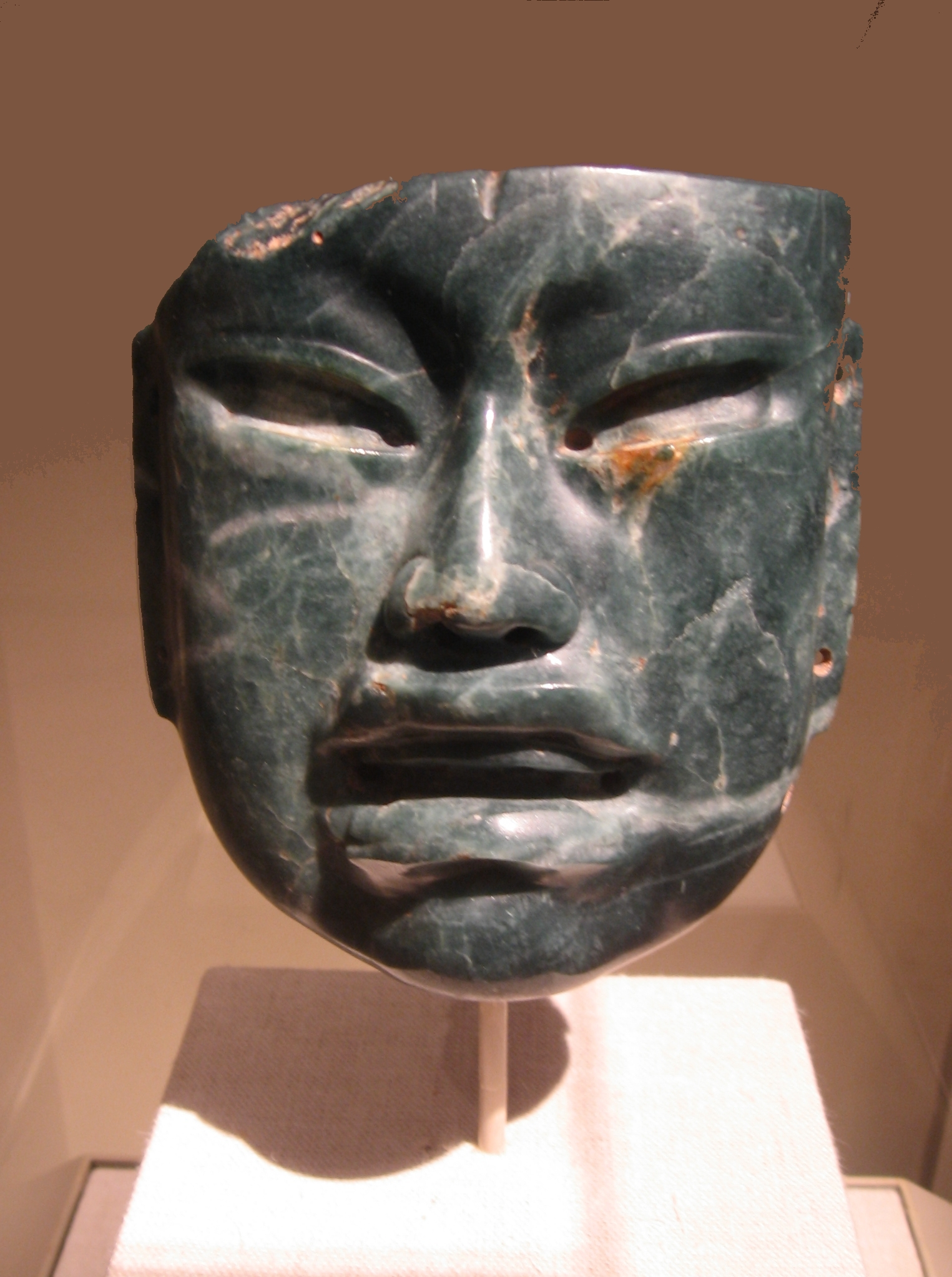
Masque de jadéite olmèque
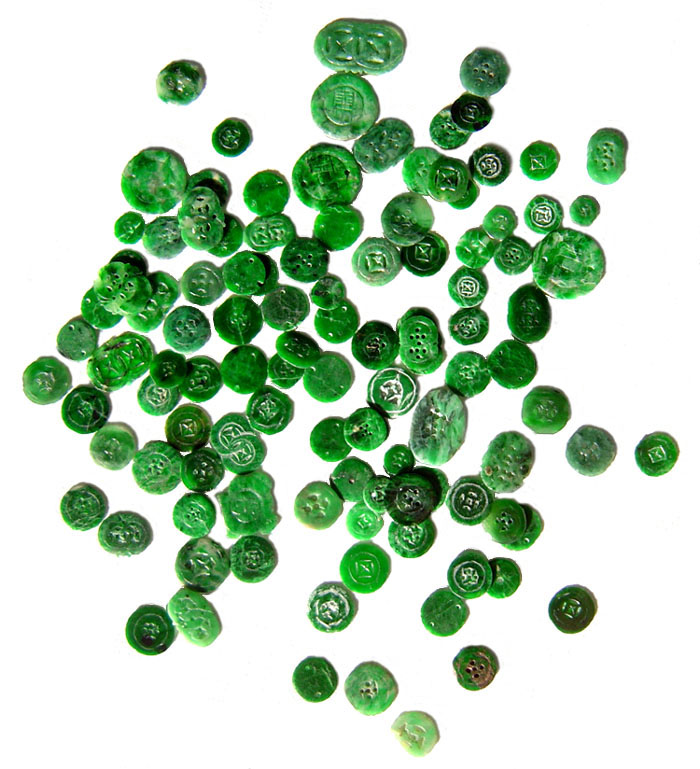
Boutons antiques en jadéite réalisés à la main (Chine)

#### Articles et ouvrages cités
- Alexis Damour, « Notice et analyse sur le jade vert. Réunion de cette matière minérale à la famille des Wernerites », Comptes rendus hebdomadaires des séances de l'Académie des sciences, vol. 56,‎ 1863, p. 861-865 (lire en ligne)
- Alexis Damour, « Analyse du jade oriental, réunion de cette substance à la Trémolite », Annales de chimie et de physique, 3e série, vol. 16,‎ 1846, p. 469-474 (lire en ligne)
- (en) Elizabeth Kennedy Easby, Pre-Columbian Jade from Costa Rica, New York, André Emmerich Inc., 1968
- (en) Prewitt, C.T. et Burnham, C.W., « The crystal structure of jadeite, NaAlSi2O6 », American Mineralogist, Mineralogic Society of America, vol. 51,‎ juillet 1966, p. 956-975 (lire en ligne)

#### Autres sources
- (en) Kim Be Howard, Jadeite, Canadian Institute of Gemmology (lire en ligne), mémoire d'études